# Удай Сінґх (рао Марвару)
Удай Сінґх (гінді मोटा राजा उदयसिंह; 13 січня 1538 — 10 липня 1595) — рао Марвару в 1583—1595 роках. Мав прізвисько Мота Раджа (Гладкий раджа).

## Життєпис

### Боротьба за владу
Походив з династії Ратхор. Син Малдеви, рао Марвару, та Сварупдеві (з князівства хайрава). Народився 1538 року у фортеці Мехрангарх поблизу Джодхпуру. Підняв повстання проти батька, коли той оголосив зведеного брата — Чандрасену — спадкоємцем трону. Для заспокоєння Удай Сінґх тому передали місто Фалоді.
1562 року невдовзі після сходження Чандрасени на трон, він знову повстав, а також підбурив представників інших гілок династії — Рамчандру, рао Соджата, і Раймала, раджу Дунди, на повстання також. Останніх вірні Чандрасену війська швидко здолали. Удай Сінґх в свою чергу захопив Гагані, звідки продовжив спротив, але у грудні 1562 року в битві біля Лохавата зазнав тяжкої поразки від Чандрасени. Цим скористався могольський падишах Акбар, що рушив на князівство Марвар. Проти Чандрасена виступили раджі Біканери та Амери з клану Ратхор.
Цим скористався могольський падишах Акбар, що рушив на князівство Марвар. Проти Чандрасена виступили раджи Біканери та Амери з клану Ратхор, спільно з якими моголи 1563 року завдали тому низки поразок, а 1564 року впала столиця Марвару — Джодхпур. Негайно Удай Сінґх почав шукати ласки падишаха, активно інтригуючи на свою користь серед могольських сановників. В результаті 1570 року, коли обидва брати прибули до Нагауру на розсуд падишаха, той став схилятися на користь Удай Сінґха. Але останній не отримав визнання прав на трон, натомість став мансабадаром в 800 осіб з джаґіром Самаваллі, що свідчило про його перехід на могольську службу.
Відзначився у кампаніях проти дрібних раджей раджпутів. 1574 року втратив Фалоді, яку Акабар передав Харрадж Сінґху (з клану Бгаті), равалу Джайсалмеру. 1581 року після загибелі брата Чандрасени не отримав Марвар, який деякий час керувався могольськими намісниками. Лише 1583 року був визнаний рао Марвару.

### Володарювання
Залишався на могольській службі. Вже 1583 року брав участь у військовій кампанії проти гуджаратського султана Музаффар-шаха III, а 1584 року — повсталого в Пенджабі Даулат-хана Лоді. 1586 року видав свою доньку Манаваті Баї (після шлюбу — відома як Джаґат Госайн) за могольського спадкоємця Саліма. Натомість став мансадаром в 1 тис. осіб та отримав титул раджа. В подальшому правитель Марвару та його родина регулярно отримували коштовні подарунки. 1589 року придушив повстання свого небіж Кал'яндаси, захопивши фортецю Сівана.
Наступні роки багато приділяв відродженню господарства, розбудові міст, підтримував мистецтво і ремесла. Так, він наказав розширити укріплення своєї столиці, що постраждали в попередніх війнах. Водночас активно впроваджував адміністративні та військові реформи за могольським зразком, зокрема поширив практику пешкаш (дарування земельної ренти та звичайних подарунків вірним васалам) та впровадив систему дах-чаукі (користування землею, що було поділено на 4 категорії). Започаткував практику зведення гробниць-кенотафів (девалів), звівши перший такий в Мандорі для свого померлого батька.
1591 року підкорив Суртана Чаухана, рао Сірохі. 1592 року разом супроводжував шахзаде Мурада до декану, а невдовзі за цим призначений субадаром Лахору. 1573 року на деякий час залишив посаду для придушення нового повстання рао Суртана. 1574 року повернувся до Лахору. Перебував на посаді до самої смерті у 1595 році. Весь цей час фактично керував Марваром його син Сур Сінґх, який спадкував владу після смерті батька.